# Daniel Hechter
Daniel Hechter (Parigi, 30 luglio 1938) è uno stilista e imprenditore francese.

## Carriera
Nato a Parigi da una famiglia ebrea che possedeva una compagnia di abbigliamento, Daniel Hechter dopo gli studi lavora come commesso di una casa di moda sino al 1956. Dal 1956 i disegni di Echter vengono venduti da Louis Féraud e Jacques Esterel e dal 1958 lo stilista lavora per Pierre d'Alby. Ma già dal 1957, la popolarità dello stilista era aumentata enormemente quando Brigitte Bardot aveva indossato i suoi abiti nel film Una parigina.
Finalmente nel 1962 viene fondata la compagnia Daniel Hechter Company, in società con Armand Orunstein, il cui obiettivo è quello di diffondere una moda femminile alla portata di tutti, ma comunque di alta qualità. Nel 1965 Hechter lancia una linea moda per bambini, a cui segue quella per uomo nel 1968. La Daniel Hechter Company è anche una delle prime aziende di moda a produrre abbigliamento per lo sci e per il tennis, linee lanciate nel 1971. In seguito la produzione si è allargata anche agli accessori (1976) ed ai profumi (1989).
Dopo aver affidato la direzione creativa del marchio alla giovane stilista Grit Seymour nel 1997, Hechter si è ritirato dal settore della moda e si è trasferito a Ginevra dove è diventato vice presidente del club calcistico Etoile-Carouge. Per Hechter non si è trattata però della sua prima esperienza nel mondo del calcio, dato che fu uno dei principali finanziatori nei primi anni del club francese Paris Saint-Germain, di cui fu anche presidente dal 9 giugno 1974 al 6 gennaio 1978, e di cui ha disegnato la storica prima maglia: blu con al centro una striscia rossa bordata di bianco.